# Deklinatorium

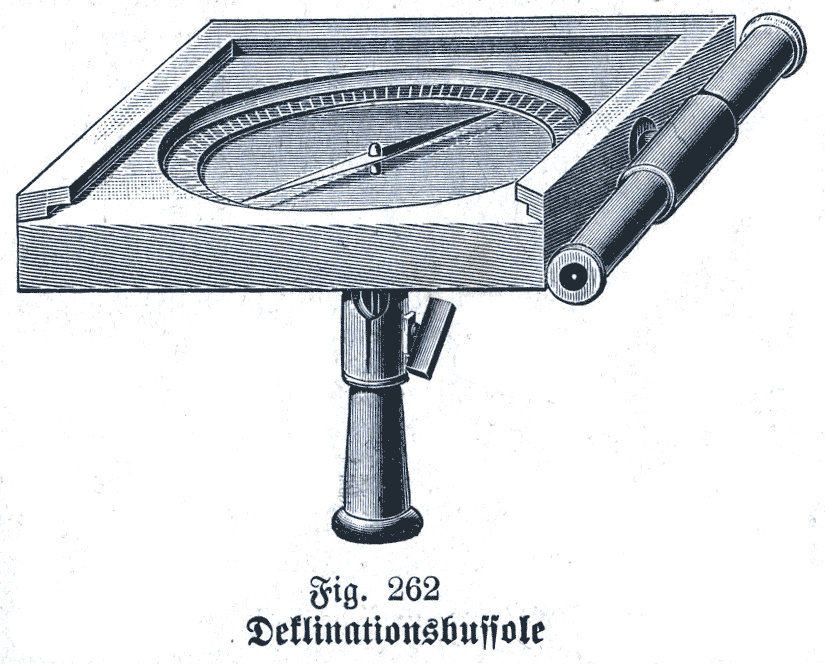
Deklinatorium.

Deklinatorium (av latin: declinare, böja) är ett fysikaliskt instrument, som brukades vid uppmätning av deklinationen.
Det består huvudsakligen av en magnetnål, som, upphängd på en spets eller vid en fin tråd, kan fritt röra sig i horisontalplanet över en graderad skiva. Från en parallellt med denna skiva rörlig ring uppgå två stöd, som uppbära axeln till en i vertikalplanet rörlig tub. Sedan tuben blivit inriktad på en stjärna eller ett föremål vid horisonten, med känt läge i förhållande till astronomiska meridianen, vrids ringen, och inriktas tuben på det gradtal, mot vilket magnetens nordpol pekar. Vridningsvinkeln är deklinationen. Deklinatorier, mestadels konstruerade efter den Gambeyska modellen, var tidigare mycket i bruk, men blev senare ersatta av magnetometrar och magnetiska teodoliter.